# Cliff Barnes
Cliff Barnes a Dallas című sorozatban a Ewingok fő rosszakarója. Sorozatbeli megformálója Ken Kercheval. A viszály, amely közte és a Ewing fivérek között van, az apja és Jock Ewing között alakult ki. Húga, Pamela Bobby Ewing első felesége volt 1983-ig, majd 1986-ban újra összeházasodtak. Cliff mindig is szerelmes volt Jockey Ewing feleségébe, az alkoholista Samanthába, ám végül Afton Coopert vette feleségül. 1989-ben csatlakozott a Ewing Olajtársasághoz, de végül ott hagyta őket. 1991-ben megszerezte tőlük a vállalatot. Hajtja a versenyszellem, de alapvetően érzékeny személyiség.